# Wohnsiedlung Werdwies
Die Wohnsiedlung Werdwies ist eine kommunale Wohnsiedlung der Stadt Zürich in Altstetten, welche als Ersatzneubau für die 2004 abgebrochene Wohnsiedlung Bernerstrasse erstellt wurde.

## Lage
Die Siedlung liegt im Norden von Altstetten auf dem Areal, das vom Grünauring und der Brändlistrasse umschlossen ist. Nördlich liegt die Überbauung Grünau, ein Häuserblock südlich die Autobahn A1.

## Geschichte
Auf dem Gelände der heutigen Wohnsiedlung Werdwies wurde 1959 die städtische Wohnsiedlung Bernerstrasse mit 267 Wohnungen errichtet. Sie sollte möglichst schnell billigen Wohnraum zur Verfügung stellen, um die Wohnungsnot zu bekämpfen. Ende der 1990er-Jahre genügte sie den Ansprüchen nicht mehr, weil die Wohnungen zu klein waren und die Schall- und Wärmedämmung nicht mehr dem Stand der Technik entsprach. Der Stadtrat beschloss deshalb 2000 die Siedlung abzubrechen und durch einen Neubau zu ersetzen. Mit einer Verbesserung der sozialen Durchmischung sollte das Quartier aufgewertet werden. Der Ersatzneubau, der teilweise aus rezykliertem Beton der Altsiedlung besteht, enthält weniger Wohnungen als die alte Siedlung, weshalb ein Teil der Altmieter wegziehen musste.

## Bauwerk
Sieben achtgeschossige Mehrfamilienhäuser mit Flachdach von quadratischem Grundriss sind locker auf dem Gelände verteilt. In der Siedlung werden 152 Wohnungen angeboten. In die Siedlung sind 28 schallisolierte Musikzimmer integriert. Zwischen den Gebäuden gibt es einen mit Bäumen aufgewerteten grünen Aussenraum, der durch Schmid Landschaftsarchitekten gestaltet wurde.